# Tanalt
Tanalt  (in arabo تنالت‎?) è un centro abitato e comune rurale del Marocco situato nella provincia di Chtouka-Aït Baha, regione di Souss-Massa. Conta una popolazione di 2 744 abitanti (censimento 2014).